# ANOMALY
『ANOMALY』(아노말리)는 2010년 6월 30일에 발매된 더 하이에이터스의 2번째 오리지널 앨범이다. 일본 내 시디번호는 FLCF-4340이며, 2010년 7월 1일 라이센스 음반으로 Trash We'd Love와 함께 한국에 발매되었다.

## 개요
더 하이에이터스의 두 번째 오리지널 앨범이다. 프로듀스는 호소미와 호리에 공동으로 진행되었다. 작사는 모두 호소미가 했으며, 작곡은 더 하이에이터스의 구성원들이 했다. 자켓 일러스트는 영국에서 활약 중인 아티스트 테즈 험프리즈(Tez Humphreys)가 맡았다. 디자인은 ROOTS의 토미누키 코이치(冨貫功一)와 그래픽 디자이너인 스즈키 다이스케(鈴木大介)가 맡았다.
발매 1주일 만에 약 5.5만장이 팔렸다. 이전 작품인 Trash We'd Love에 비해 프로모션이 작았고 제목이나 곡명 등이 발매 2주 전에 알려졌던 탓에 이전보다 판매량이 떨여졌다.
이 CD는 외국곡으로 분류되어 있어 일본 내 CD 대여점에서는 발매일로부터 1년 정도 지나야 접할 수 있다(수록곡 중 9곡이 영어가사임).

## 차트 집계 정보
- 주간 최고 순위 5위 (오리콘 / 2010년 7월 12일자)
- 2010년 7월 월간 순위 10위 (오리콘)

## 수록곡
1. The Ivy (4:09) - PV로 제작됨.
2. Talking Reptiles (2:16)
3. My Own Worst Enemy (3:50)
4. Monkeys (2:24)
5. Insomnia (3:57) - 표기는 되어있지 않으나 앨범 버전으로 수록됨.
6. ベテルギウスの灯(베텔기우스의 등불) (3:02)
7. Walking Like A Man (5:14) - PV로 제작됨.
8. Doom (1:17)
9. Antibiotic (6:06) - 첫 번째 EP「Insomnia」에 수록됨.
10. Notes Of Remembrance (4:06)
11. 西門の昧爽(샤이멘의 이른 새벽) (2:12)

전체 작사: 호소미 타케시, 전체 작곡: 더 하이에이터스
프로듀스: 호소미 타케시, 호리에 히로히사

## 레코딩 구성원
- 호소미 타케시(細美武士) / 보컬・기타
- masasucks / 기타
- 우에노 코지(ウエノコウジ) / 베이스
- 카시쿠라 타카시(柏倉隆史) / 드럼
- 호리에 히로히사(堀江博久) / 키보드(피아노)
- 이치세 마사카즈(一瀬正和) / 드럼, 퍼커션（Track 9）
- 이자와 이치요(伊澤一葉) / 피아노（Track 9）

그 외, 「Insomnia」에서 세이겐 토쿠자(첼로 담당)를 포함한 다수가 스트링 어레인지로 참가